# Uppland
Uppland ( PRONÚNCIA), ocasionalmente Uplândia (em latim: Uplandia), é uma província histórica da Suécia, situada no leste da região histórica da Svealand, no centro do país.
 
Ocupa 3% da área total do país e tem uma população de 1 757 151 habitantes (2023). É a província mais populosa do país, devido a abranger a parte norte da cidade de Estocolmo.

É uma província com tradições históricas pelo papel desempenhado na formação do futuro reino da Suécia. A antiga Gamla Uppsala foi um centro de culto dos deuses nórdicos Odin e Thor, e a base do rei svea Erik, o Vitorioso, no século X. A  cidade de Sigtuna foi fundada no século X e é uma das mais antigas da Suécia. 
Como província histórica, não tem funções administrativas, nem significado político, mas aparece nos mais variados contextos, como por exemplo em Upplandsmuseet (Museu da Uppland), Upplands Tandvård (Clínica Dentária da Uppland) e Upplands Ishockeyförbund (Federação Regional de Hóquei no Gelo da Uppland). 

## Etimologia e uso
O topônimo Uppland deriva do sueco antigo Upland, significando "as terras afastadas da costa", em alusão ao mar Báltico e ao lago Mälaren. 
Em 1296, foi decretada a "Lei da Uplândia", para vigorar nas "três terras da Uppland" (folclândias), especificamente Atundalândia, Fiadrindalândia e Tiundalândia, e ainda na região costeira de Roslagen. A nova lei consagra o termo. Num texto em latim do século XIII, a província é mencionada como Uplandia.
Em textos em português costuma ser usada a forma original Uppland, e raramente a forma aportuguesada Uplândia. 

| “ | A província de Uppland (“terra afastada da costa”) consiste num território bastante plano | ” |

## Província histórica e condados atuais
A província histórica da Uppland abrange o condado de Uppsala na sua totalidade, a parte norte do condado de Estocolmo incluindo o norte da cidade de Estocolmo, e ainda uma pequena parcela do condado da Västmanland.

A Província histórica da Uppland
O Condado de Uppsala
O Condado de Estocolmo

## História

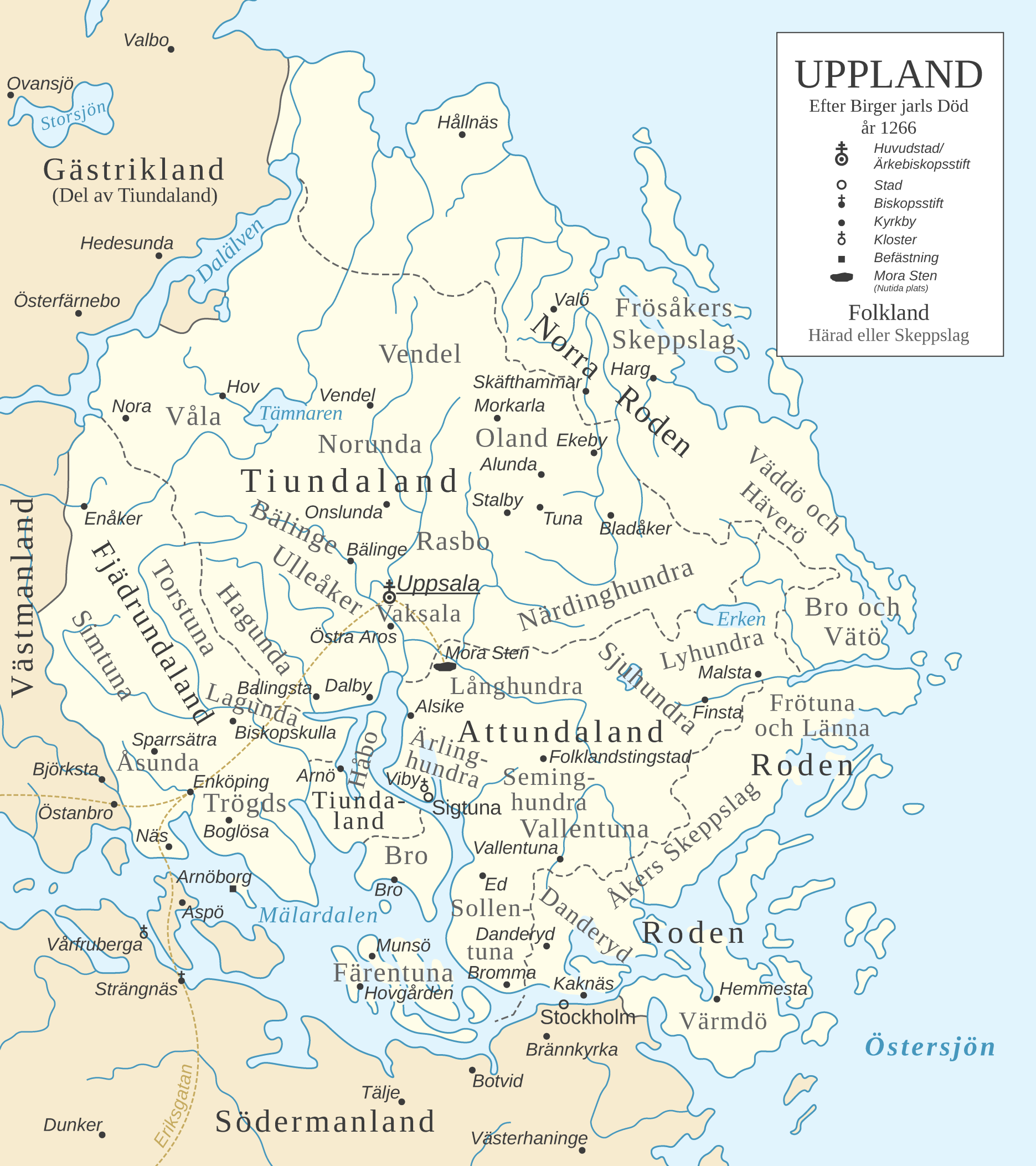
Mapa da Uppland, no século XIII.

A região da Uppland foi muito cedo o centro histórico do poder dos Suíones (Sveas) – como está evidenciado pelo templo de Gamla Uppsala, onde eram adorados os deuses nórdicos, com destaque para Odin e Thor.                                                                                               

Teve um papel muito importante na vida política da Suécia, durante a Idade do Ferro e a Idade Média.        
Por muito tempo foi considerada uma das principais províncias do país – como se pode ver pela configuracão do seu brasão de armas. 

Na década de 1270, a cidade de Uppsala passou a albergar a Arquidiocese de Uppsala.

No século XVI, Gustav Vasa acabou com a posição dominante da Uppland no contexto nacional. Mais tarde, no século XVII,  chegaram os imigrantes da Valónia, e introduziram a indústria metalúrgica do ferro, mudando assim o caráter até então agrário da província. 

### Heráldica
O brasão de armas foi feito em 1560 por ocasião do funeral do rei Gustavo Vasa, e é representado pela coroa de duque, com um orbe, representando o poder espiritual e físico da monarquia sueca, ambos com a sua origem nesta província.

## Geografia
A Uppland é uma das províncias mais planas da Suécia. É essencialmente constituída por planícies – como p.ex. em redor das cidades de Uppsala, Enköping e Tierp – com uma ou outra elevação de baixa altitude - como p.ex a crista do esker de Uppsala.                                                                                                                                                                                             

 
É banhada pelas águas do lago Mälaren e do mar Báltico, em cujas costas existem numerosas ilhas, fiordes e enseadas.                                                                                                                                                                                                                   

Por ela fluem os rios Dal e Firis. A província está distribuída pelos condados de Uppsala, Estocolmo e Västmanland.                                                                                                         

| - Limites: Norte - Mar de Bótnia, Leste - Mar de Åland e Mar Báltico, Sul – Lago Mälaren e Södermanland, Oeste – Västmanland e Gästrikland, - Condados: Uppsala, Estocolmo e Västmanland. - Rios: Dalälven, Fyrisån - Lagos: Mälaren, Tämnaren - Ilhas: Värmdö - Cidades: Enköping, Norrtälje, Estocolmo, Uppsala, Sigtuna, Östhammar |

## Comunicações
A província é atravessada de norte a sul pela estrada europeia E4, desde Gästrikland até Södermanland, e passando pelas cidades de Tierp, Uppsala, e Estocolmo. É igualmente atravessada na parte sul – de oeste a leste – pela estrada europeia E18, desde a Västmanland até o mar Báltico, e passando pelas cidades de Enköping, Estocolmo, e Norrtälje.                                                                                    
Em Estocolmo, e também em Uppsala, convergem várias linhas férreas. Uma ferrovia atravessa a província no sentido norte-sul, passando por Tierp-Uppsala-Estocolmo. No sentido transversal, uma ferrovia liga Estocolmo a Enköping, continuando depois para Västerås, e uma outra sai de Uppsala em direção a Sala.                                                                                                                   
Entre Estocolmo e Uppsala, fica o aeroporto de Arlanda, o maior da Suécia, e entre Estocolmo e Upplands Väsby fica o aeroporto de Bromma, o segundo da região.

## Economia
A industrialização da Uppland está ligada à extração e produção de ferro nos séculos XVI e XVII. Hoje em dia, uns 78% dos postos de trabalho estão no setor dos serviços, 19% na produção industrial, e 2% na agricultura e silvicultura.
 
A indústria está concentrada na região a norte de Estocolmo e nas cidades de Uppsala e Enköping, havendo a destacar os produtos farmacêuticos, os computadores, as ferramentas, o papel, os produtos alimentares e a central nuclear de Forsmark.
 
Na agricultura predomina a cultura do trigo, da cevada, da aveia e das oleaginosas, para além das batatas e dos legumes.

A província conta ainda com várias agências estatais ligadas aos medicamentos, aos alimentos, à medicina veterinária e aos estudos geológicos.
 
No campo do ensino, é de destacar a Universidade de Uppsala e a Universidade de Ciências Agrárias da Suécia.

## Património histórico, cultural e turístico
- Castelo de Uppsala[34]
- Catedral de Uppsala[35]
- Cidade viquingue de Birka (cidade viking do século VIII) [36]
- Fyrishov (arena multi-desportiva em Uppsala)
- Jardim Botânico de Lineu[37]
- Museu da Evolução[38]
- Museu Gustaviano (Gustavianum; século XVII; museu anatómico)[39]
- Örskär (ilha e reserva cultural)
- Palácio de Drottningholm[40]
- Palácio de Skokloster[41]
- Pinturas murais de Alberto, o Pintor na igreja de Härkeberga e na igreja de Täby[42]
- Cidade medieval de Sigtuna[43]
- Trilho da Uppland (450 quilômetros)[44]
- Gamla Uppsala[45]

## Personalidades ligadas à Uppland
- Anders Celsius, antigo físico e astrónomo sueco[46]
- Arvid Carlsson, antigo premiado com Prémio Nobel[47]
- Carlos XVI Gustavo, rei da Suécia[48]
- Gudrun Schyman, política sueca[49]
- Gustavo Vasa, antigo rei da Suécia no século XVI[50]
- Hans Blix, antigo político e diplomata sueco[51]
- Ingmar Bergman, antigo dramaturgo e cineasta sueco[52]
- Mats Sundin, jogador sueco de hóquei no gelo[53]
- Staffan Olsson, antigo handebolista sueco[54]

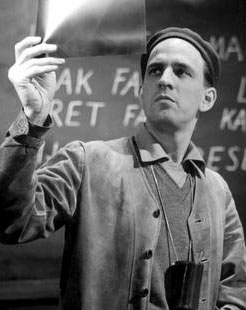
Ingmar Bergman
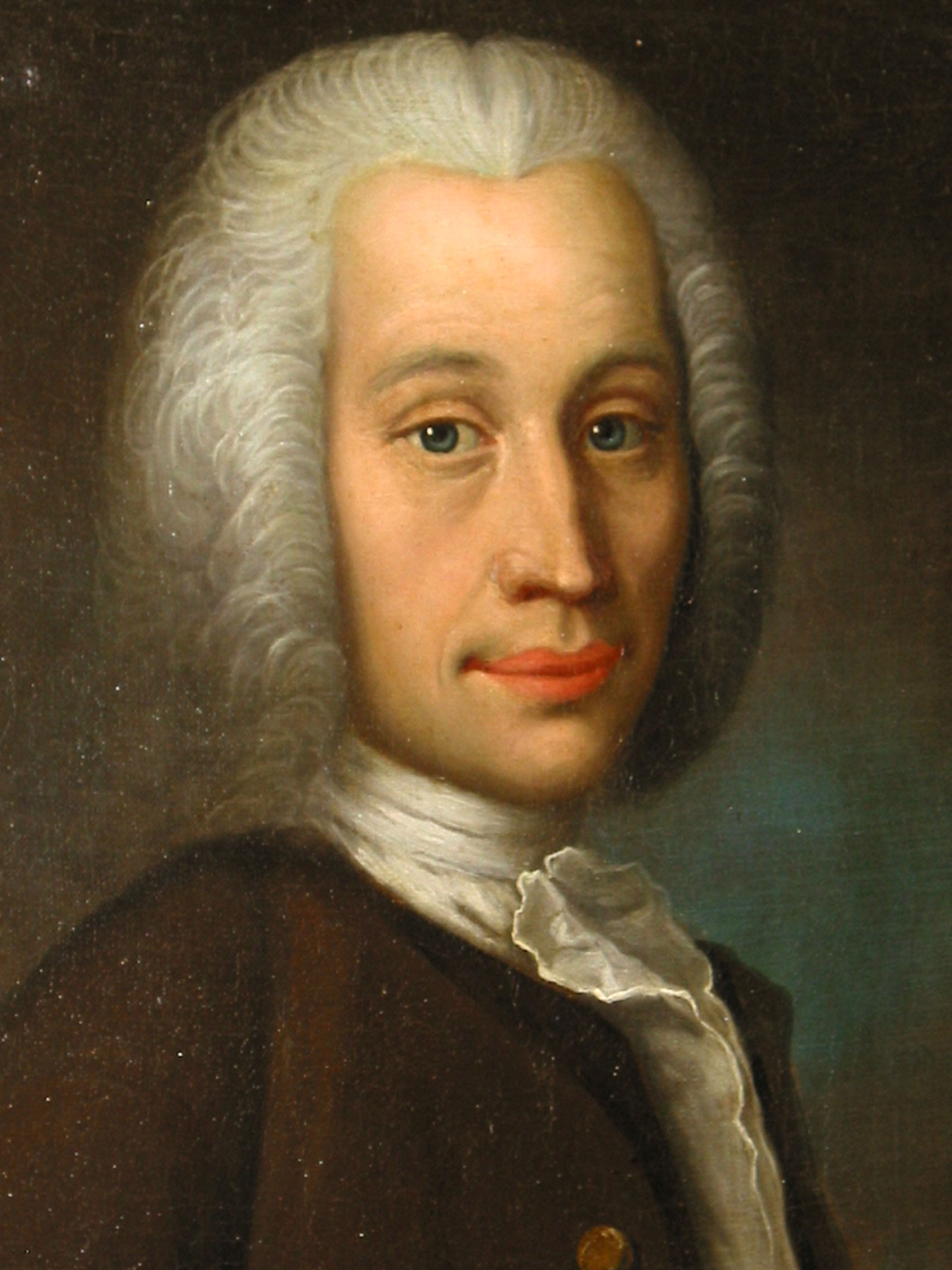
Anders Celsius
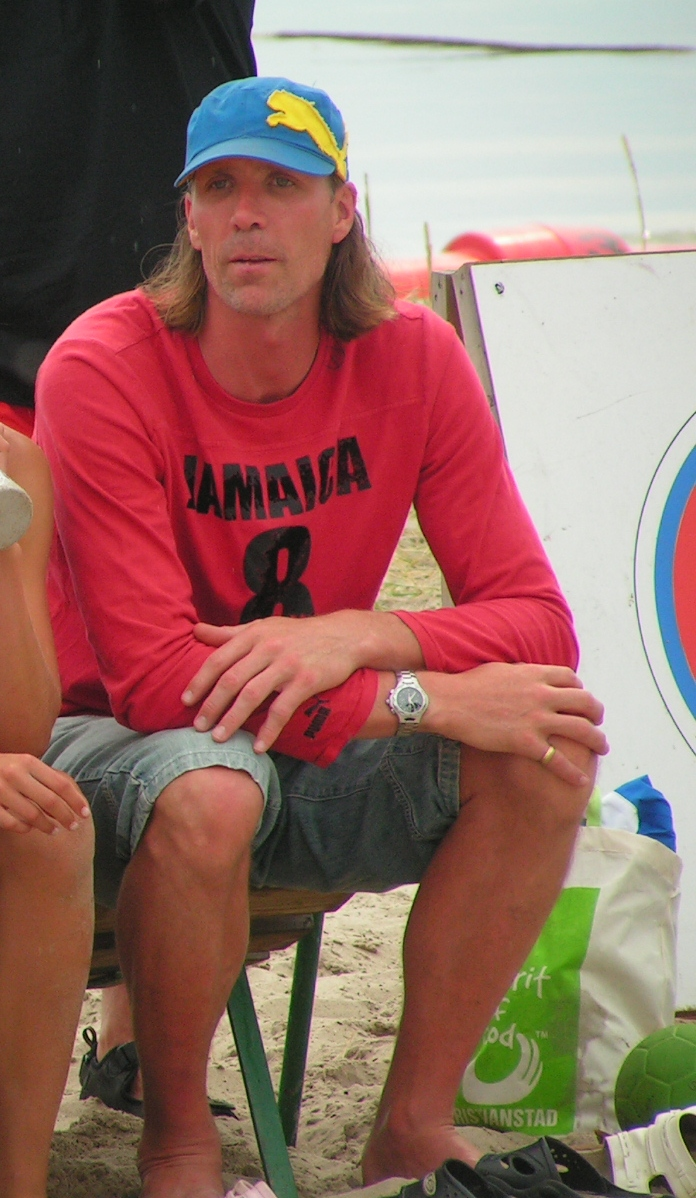
Staffan Olsson
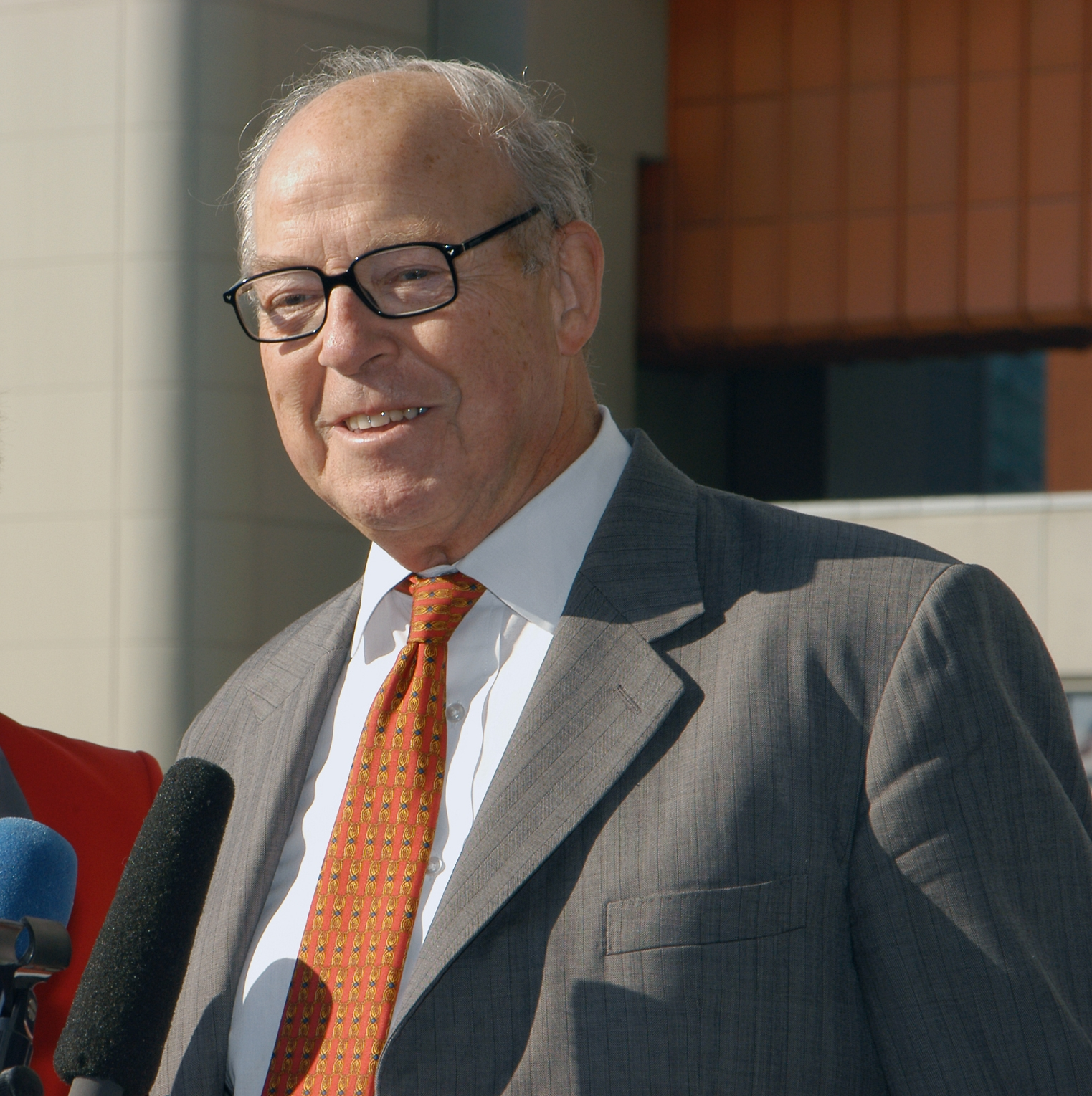
Hans Blix